# Kurarua vafella
Kurarua vafella är en skalbaggsart som beskrevs av Holzschuh 2006. Kurarua vafella ingår i släktet Kurarua och familjen långhorningar. Inga underarter finns listade i Catalogue of Life.